# Gorgeous
Gorgeous is een nummer van de Amerikaanse zangeres Taylor Swift uit 2017. Het nummer werd eerst uitgebracht als de eerste promotiesingle van van haar zesde studioalbum reputation en later als de vijfde single van dit album in het Verenigd Koninkrijk.
"Gorgeous" beschrijft volledige verliefdheid en ingenomenheid van een meisje, terwijl ze zelf al een vriend heeft. Het nummer werd een klein hitje wereldwijd. In de Amerikaanse Billboard Hot 100 haalde het een bescheiden 15e positie. In Nederland haalde het de 3e positie in de Tipparade, en in Vlaanderen de 1e positie in de Tipparade.